# Sri Indriyani
Sri Indriyani (ur. 12 listopada 1978 w Surakarcie) – indonezyjska sztangistka. Brązowa medalistka olimpijska z Sydney.
Zawody w 2000 były jej jedynymi igrzyskami olimpijskimi. Zdobyła brąz w wadze do 48 kg. Była medalistką mistrzostw świata i zawodów o randze kontynentalnej. Była srebrną medalistką mistrzostw świata w 1999 i brązową w 1997 (wcześniej odnosiła sukcesy w rywalizacji młodzieżowej), a także brązową medalistką igrzysk azjatyckich w 1998.